# Sineleotris namxamensis
Sineleotris namxamensis är en fiskart som beskrevs av Chen och Maurice Kottelat 2004. Sineleotris namxamensis ingår i släktet Sineleotris och familjen Odontobutidae. IUCN kategoriserar arten globalt som otillräckligt studerad. Inga underarter finns listade i Catalogue of Life.